# 67. Międzynarodowy Festiwal Filmowy w Berlinie
67. Międzynarodowy Festiwal Filmowy w Berlinie odbył się w dniach 9-18 lutego 2017 roku. Imprezę otworzył pokaz francuskiego filmu muzycznego Django w reżyserii Étienne’a Comara. W konkursie głównym zaprezentowano 18 filmów pochodzących z 16 różnych krajów.
Jury pod przewodnictwem holenderskiego reżysera Paula Verhoevena przyznało nagrodę główną festiwalu, Złotego Niedźwiedzia, węgierskiemu filmowi Dusza i ciało w reżyserii Ildikó Enyedi. Drugą nagrodę w konkursie głównym, Srebrnego Niedźwiedzia − Grand Prix Jury, przyznano senegalskiemu obrazowi Félicité w reżyserii Alaina Gomisa.
Honorowego Złotego Niedźwiedzia za całokształt twórczości odebrała włoska projektantka kostiumów filmowych Milena Canonero.

## Członkowie jury

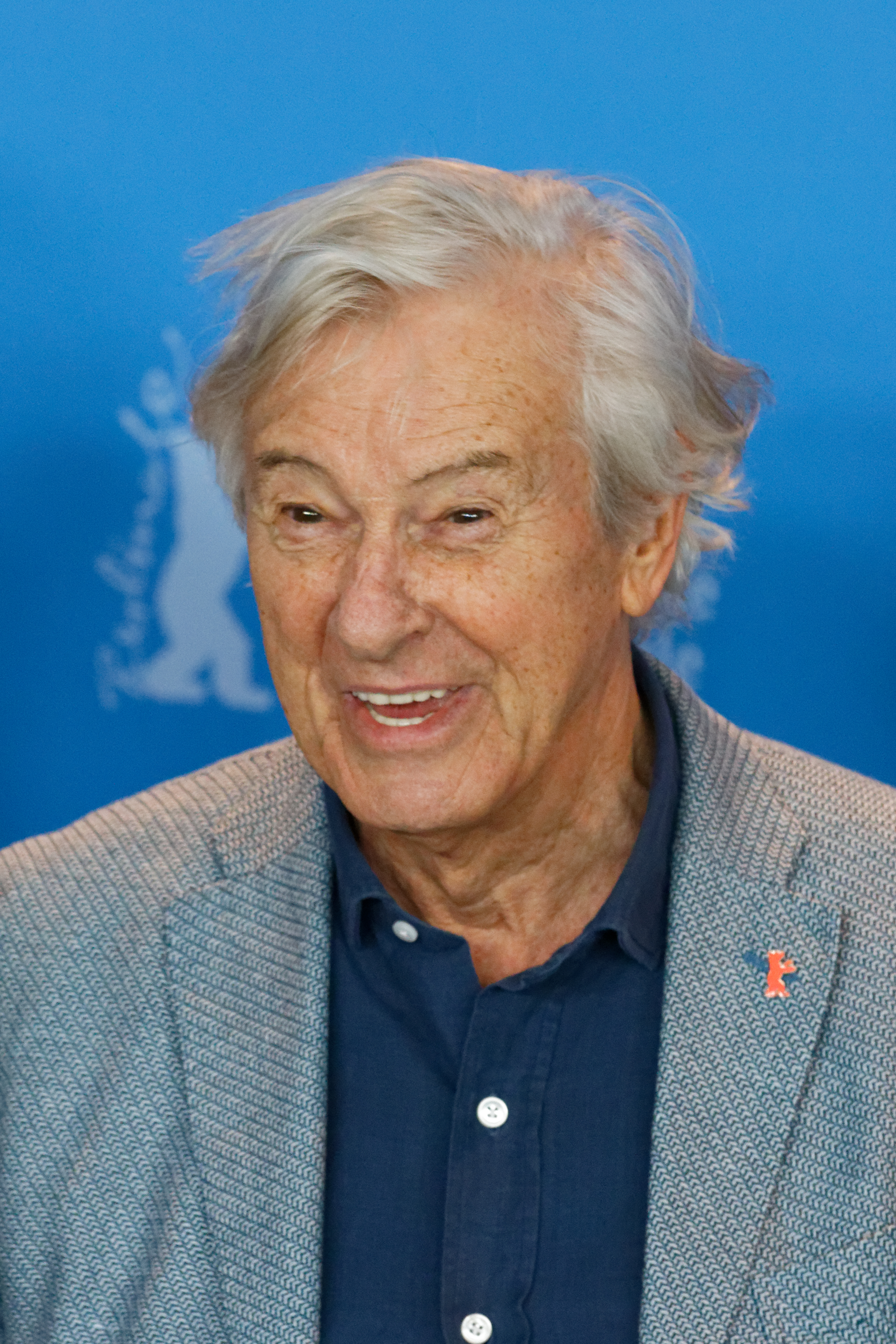
Przewodniczący jury konkursu głównego Paul Verhoeven.

### Konkurs główny
- Paul Verhoeven, holenderski reżyser − przewodniczący jury[7][8]
- Dora Bouchoucha, tunezyjska producentka filmowa
- Olafur Eliasson, duński rzeźbiarz
- Maggie Gyllenhaal, amerykańska aktorka
- Julia Jentsch, niemiecka aktorka
- Diego Luna, meksykański aktor
- Wang Quan’an, chiński reżyser

### Konkurs debiutów reżyserskich
- Jayro Bustamante, gwatemalski reżyser
- Clotilde Courau, francuska aktorka
- Mahmoud Sabbagh, saudyjski reżyser

### Konkurs filmów dokumentalnych
- Daniela Michel, meksykańska krytyczka filmowa
- Laura Poitras, amerykańska reżyserka
- Samir, szwajcarski reżyser

### Konkurs filmów krótkometrażowych
- Kimberly Drew, amerykańska pisarka i menedżerka Metropolitan Museum of Art
- Christian Jankowski, niemiecki artysta multimedialny
- Carlos Núñez, chilijski producent filmowy i założyciel MFF w Santiago

## Selekcja oficjalna

### Otwarcie i zamknięcie festiwalu
|             | Tytuł         | Reżyseria     | Kraj produkcji |
| ----------- | ------------- | ------------- | -------------- |
| Otwierający | Django        | Étienne Comar | Francja        |
| Zamykający  | Dusza i ciało | Ildikó Enyedi | Węgry          |

### Konkurs główny
Następujące filmy zostały wyselekcjonowane do udziału w konkursie głównym o Złotego Niedźwiedzia i Srebrne Niedźwiedzie:
| Tytuł polski                  | Tytuł oryginalny                             | Reżyseria          | Kraj produkcji    |
| ----------------------------- | -------------------------------------------- | ------------------ | ----------------- |
| Ana, mon amour                | Ana, mon amour                               | Călin Peter Netzer | Rumunia           |
| Samotnie na plaży pod wieczór | 밤의 해변에서 혼자 Bamui haebyun-eoseo honja | Hong Sang-soo      | Korea Południowa  |
| Beuys. Sztuka to rewolucja    | Beuys                                        | Andres Veiel       | Niemcy            |
| Gniazdo                       | Colo                                         | Teresa Villaverde  | Portugalia        |
| Kolacja                       | The Dinner                                   | Oren Moverman      | Stany Zjednoczone |
| Django                        | Django                                       | Étienne Comar      | Francja           |
| Félicité                      | Félicité                                     | Alain Gomis        | Senegal           |
| Miłego dnia                   | 好极了 Hao ji le                             | Liu Jian           | Chiny             |
| Helle Nächte                  | Helle Nächte                                 | Thomas Arslan      | Niemcy            |
| Joaquim                       | Joaquim                                      | Marcelo Gomes      | Brazylia          |
| Pan Long                      | ミスター・ロン Mr. Long                      | SABU               | Japonia           |
| Fantastyczna kobieta          | Una mujer fantástica                         | Sebastián Lelio    | Chile             |
| Party                         | The Party                                    | Sally Potter       | Wielka Brytania   |
| Pokot                         | Pokot                                        | Agnieszka Holland  | Polska            |
| Powrót do Montauk             | Rückkehr nach Montauk                        | Volker Schlöndorff | Niemcy            |
| Dusza i ciało                 | Testről és lélekről                          | Ildikó Enyedi      | Węgry             |
| Po tamtej stronie             | Toivon tuolla puolen                         | Aki Kaurismäki     | Finlandia         |
| Wilde Maus                    | Wilde Maus                                   | Josef Hader        | Austria           |

### Pokazy pozakonkursowe
Następujące filmy zostały wyświetlone na festiwalu w ramach pokazów pozakonkursowych:
| Tytuł polski     | Tytuł oryginalny | Reżyseria          | Kraj produkcji    |
| ---------------- | ---------------- | ------------------ | ----------------- |
| Bar              | El bar           | Álex de la Iglesia | Hiszpania         |
| Ostatni portret  | Final Portrait   | Stanley Tucci      | Wielka Brytania   |
| Logan: Wolverine | Logan            | James Mangold      | Stany Zjednoczone |
| Dwie kobiety     | Sage femme       | Martin Provost     | Francja           |
| T2 Trainspotting | T2 Trainspotting | Danny Boyle        | Wielka Brytania   |
| Pałac wicekróla  | Viceroy’s House  | Gurinder Chadha    | Wielka Brytania   |

### Sekcja „Berlinale Special”
| Tytuł polski                               | Tytuł oryginalny                                | Reżyseria                                   | Kraj produkcji    |
| ------------------------------------------ | ----------------------------------------------- | ------------------------------------------- | ----------------- |
| Bomba                                      | The Bomb                                        | Kevin Ford, Smriti Keshari i Eric Schlosser | Stany Zjednoczone |
| W czasach, gdy ubywało światła             | In Zeiten des abnehmenden Lichts                | Matti Geschonneck                           | Niemcy            |
| Młody Karol Marks                          | Le jeune Karl Marx                              | Raoul Peck                                  | Francja           |
| Wolność diabła                             | La libertad del diablo                          | Everardo González                           | Meksyk            |
| Zaginione miasto Z                         | The Lost City of Z                              | James Gray                                  | Stany Zjednoczone |
| Masaryk. Cena pokoju                       | Masaryk                                         | Julius Ševčík                               | Czechy            |
| Maudie                                     | Maudie                                          | Aisling Walsh                               | Kanada            |
| Zbliżenie (1990)                           | کلوزآپ ، نمای نزدیک Nema-ye nazdik              | Abbas Kiarostami                            | Iran              |
| Królowa Hiszpanii                          | La reina de España                              | Fernando Trueba                             | Hiszpania         |
| Proces: Federacja Rosyjska vs. Oleg Sencow | The Trial: The State of Russia vs Oleg Sentsov  | Askold Kurow                                | Estonia           |
| Ostatnie dni w Hawanie                     | Últimos días en La Habana                       | Fernando Pérez                              | Kuba              |
| Werner Nekes: Życie między obrazami        | Werner Nekes - Der Wandler zwischen den Bildern | Ulrike Pfeiffer                             | Niemcy            |

### Sekcja „Panorama”
Następujące filmy zostały zaprezentowane w ramach sekcji „Panorama” (wyróżnione tytuły to zdobywcy nagrody publiczności):

#### Filmy fabularne
| Tytuł polski                    | Tytuł oryginalny                                        | Reżyseria              | Kraj produkcji     |
| ------------------------------- | ------------------------------------------------------- | ---------------------- | ------------------ |
| 1945                            | 1945                                                    | Ferenc Török           | Węgry              |
| Syndrom berliński               | Berlin Syndrome                                         | Cate Shortland         | Australia          |
| Smak betelu                     | 槟榔血 Bing lang xue                                    | Jia Hu                 | Chiny              |
| Tamte dni, tamte noce           | Call Me by Your Name                                    | Luca Guadagnino        | Włochy             |
| Ciao Ciao                       | 巧巧 Ciao Ciao                                          | Song Chuan             | Chiny              |
| Jestem Rosa                     | Como Nossos Pais                                        | Laís Bodanzky          | Brazylia           |
| Obuchem w głowę                 | ضربة في الراس Darbat fi alraas                          | Hisham Lasri           | Maroko             |
| Discreet                        | Discreet                                                | Travis Mathews         | Stany Zjednoczone  |
| Fluidø                          | Fluidø                                                  | Shu Lea Cheang         | Niemcy             |
| Z balkonu                       | Fra balkongen                                           | Ole Giæver             | Norwegia           |
| Piękny kraj                     | God's Own Country                                       | Francis Lee            | Wielka Brytania    |
| W czterech ścianach życia       | Insyriated                                              | Philippe Van Leeuw     | Belgia             |
| Inxeba. Zakazana ścieżka        | Inxeba                                                  | John Trengove          | Południowa Afryka  |
| Po nitce do kłębka              | 彼らが本気で編むときは、 Karera ga honki de amu toki wa | Naoko Ogigami          | Japonia            |
| Lęk                             | Kaygı                                                   | Ceylan Özgün Özçelik   | Turcja             |
| Centaur                         | Кентавр Kientawr                                        | Aktan Arym Kubat       | Kirgistan          |
| Gdy dzień nie miał swojej nazwy | Кога денот немаше име Koga denot nemaše ime             | Teona Strugar Mitewska | Macedonia Północna |
| Duch w górach                   | 空山异客 Kong shan yi ke                                | Yang Heng              | Chiny              |
| Wybór króla                     | Kongens Nei                                             | Erik Poppe             | Norwegia           |
| Zakładnicy                      | მძევლები Mdzevlebi                                      | Rezo Gigineiszwili     | Gruzja             |
| Misandrystki                    | The Misandrists                                         | Bruce LaBruce          | Niemcy             |
| Miód dla dakini                 | Munmo tashi khyidron                                    | Dechen Roder           | Bhutan             |
| Tysiąc lin                      | One Thousand Ropes                                      | Tusi Tamasese          | Nowa Zelandia      |
| Pendular                        | Pendular                                                | Júlia Murat            | Brazylia           |
| Ciała                           | Pieles                                                  | Eduardo Casanova       | Hiszpania          |
| Requiem dla pani J.             | Реквијем за госпођу Ј. Rekvijem za gospodju J.          | Bojan Vuletić          | Serbia             |
| Tiger Girl                      | Tiger Girl                                              | Jakob Lass             | Niemcy             |
| Vaya                            | Vaya                                                    | Akin Omotoso           | Południowa Afryka  |
| Vazante                         | Vazante                                                 | Daniela Thomas         | Brazylia           |

#### Filmy dokumentalne
| Tytuł polski                       | Tytuł oryginalny                                                | Reżyseria                        | Kraj produkcji    |
| ---------------------------------- | --------------------------------------------------------------- | -------------------------------- | ----------------- |
| Belinda                            | Belinda                                                         | Marie Dumora                     | Francja           |
| Kości niezgody                     | Bones of Contention                                             | Andrea Weiss                     | Stany Zjednoczone |
| Casting na JonBenét                | Casting JonBenet                                                | Kitty Green                      | Stany Zjednoczone |
| Chavela                            | Chavela                                                         | Catherine Gund i Daresha Kyi     | Meksyk            |
| Pokonać noc                        | Combat au bout de la nuit                                       | Sylvain L'Espérance              | Kanada            |
| Gdy o Niemczech myślę w nocny czas | Denk ich an Deutschland in der Nacht                            | Romuald Karmakar                 | Niemcy            |
| Dream Boat                         | Dream Boat                                                      | Tristan Ferland Milewski         | Niemcy            |
| Wykasuj, zapomnij                  | Erase and Forget                                                | Andrea Luka Zimmerman            | Wielka Brytania   |
| Pięć gwiazdek                      | Fünf Sterne                                                     | Annekatrin Hendel                | Niemcy            |
| Nie jestem twoim murzynem          | I Am Not Your Negro                                             | Raoul Peck                       | Stany Zjednoczone |
| Wspominając demony                 | اصطياد أشباح Istiyad ashbah                                     | Raed Andoni                      | Palestyna         |
| Mój cudowny Berlin Zachodni        | Mein wunderbares West-Berlin                                    | Jochen Hick                      | Niemcy            |
| Burzliwe teraz                     | No Intenso Agora                                                | João Moreira Salles              | Brazylia          |
| Pakt Adriany                       | El pacto de Adriana                                             | Lissette Orozco                  | Chile             |
| Polityka - instrukcja obsługi      | Política, manual de instrucciones                               | Fernando León de Aranoa          | Hiszpania         |
| Tangerine Dream. Rewolucja dźwięku | Revolution of Sound: Tangerine Dream                            | Margarete Kreuzer                | Niemcy            |
| Small Talk                         | 日常對話 Ri chang dui hua                                       | Huang Hui-chen                   | Tajwan            |
| Strong Island                      | Strong Island                                                   | Yance Ford                       | Stany Zjednoczone |
| Raj: śledztwo                      | والذي يجمع بين المقابلات الشخصية ورحلة درامية Tahqiq fel djenna | Merzak Allouache                 | Algieria          |
| Tania Libre                        | Tania Libre                                                     | Lynn Hershman Leeson             | Stany Zjednoczone |
| Bez tytułu                         | Untitled                                                        | Michael Glawogger i Monika Willi | Austria           |

## Laureaci nagród

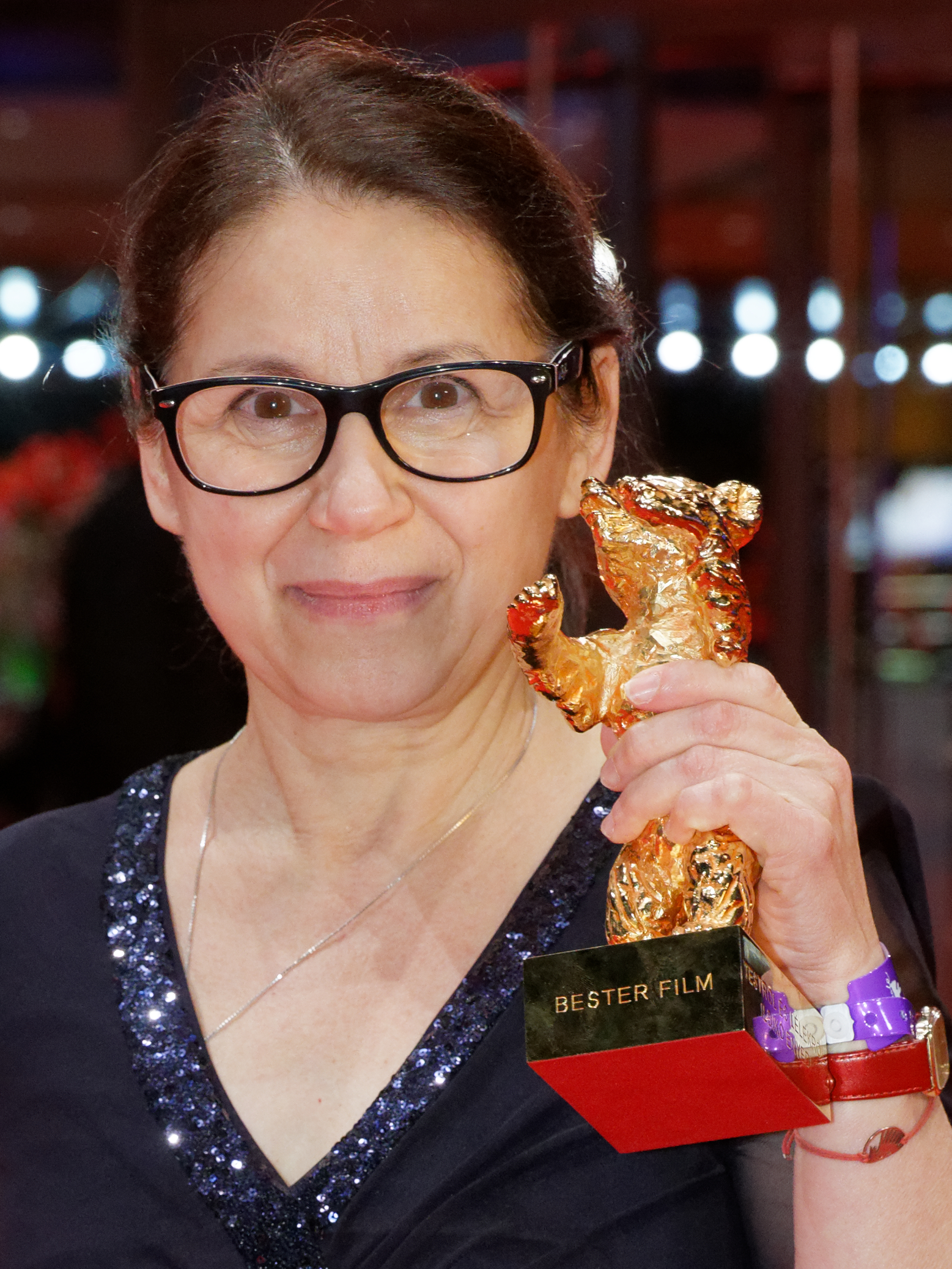
Ildikó Enyedi ze Złotym Niedźwiedziem za film Dusza i ciało.

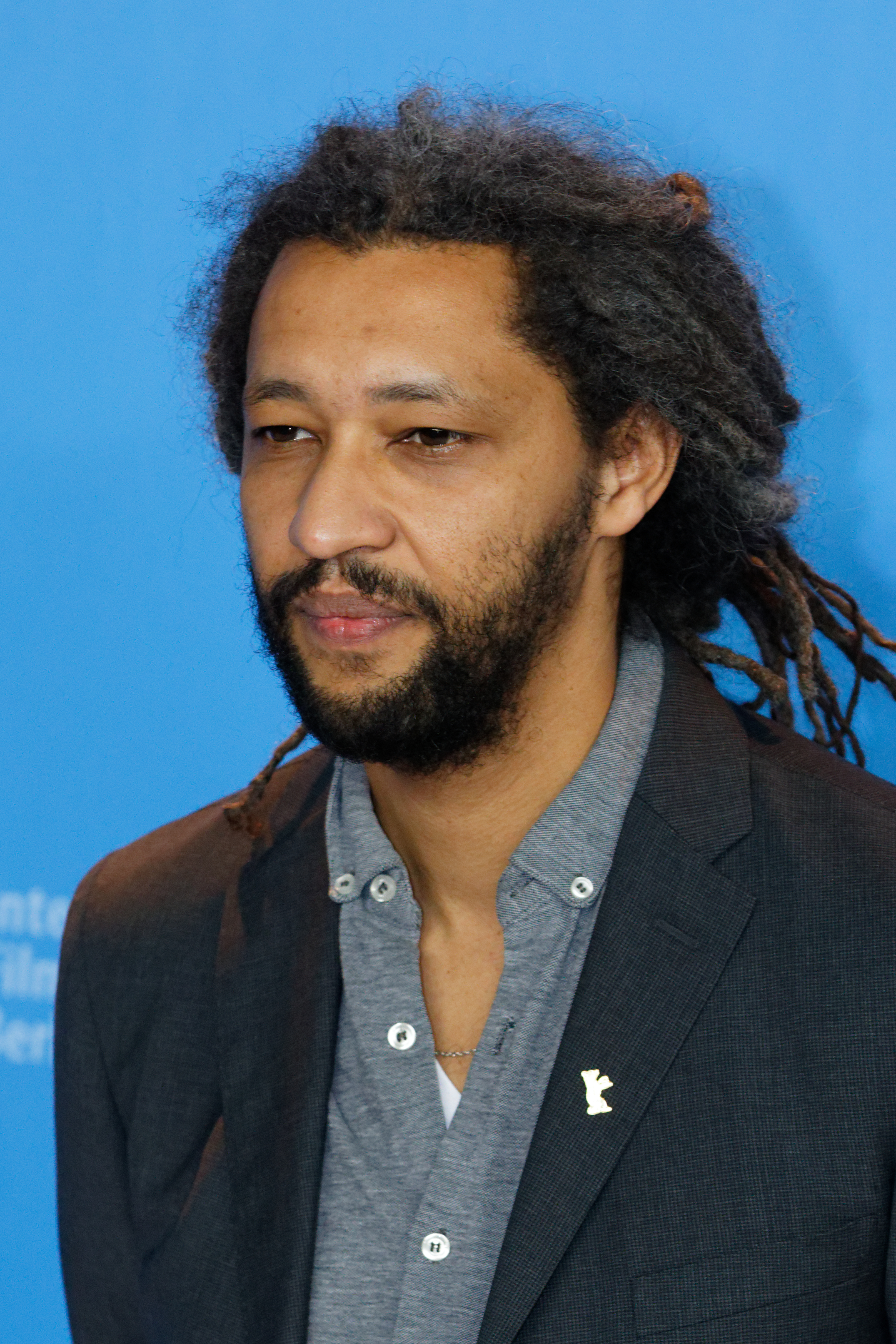
Alain Gomis, laureat Srebrnego Niedźwiedzia – Grand Prix Jury.

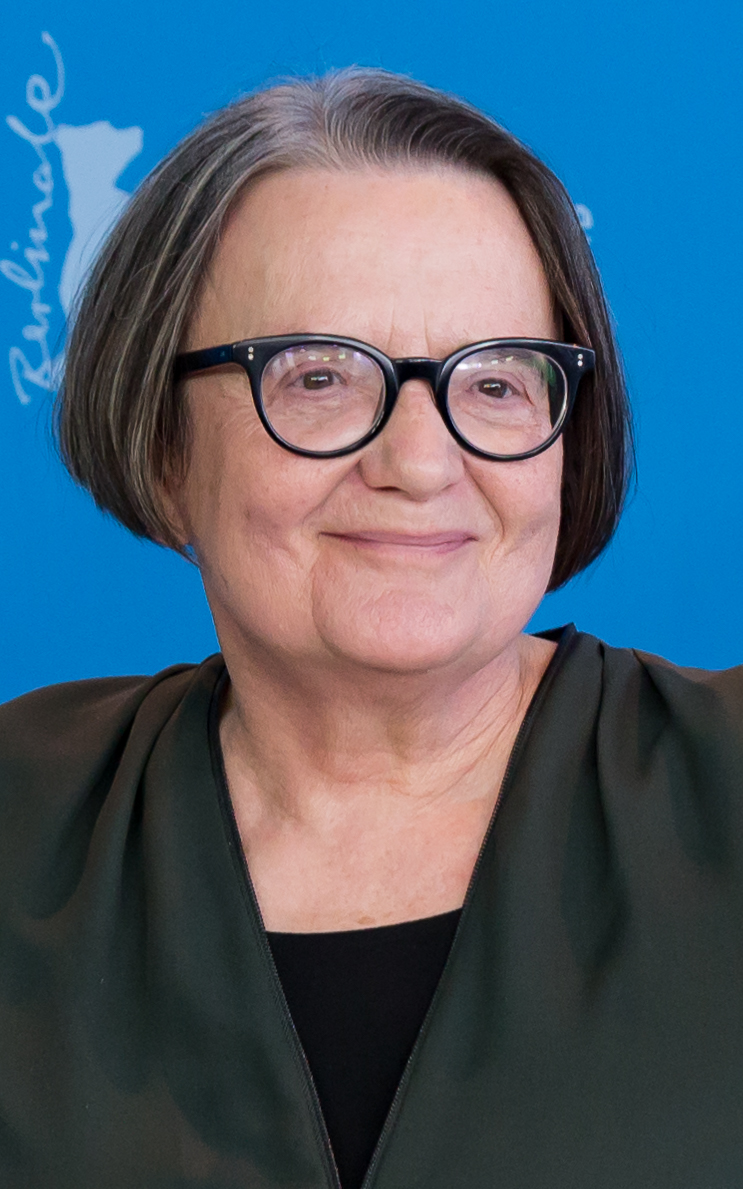
Agnieszka Holland, zdobywczyni Nagrody im. Alfreda Bauera.

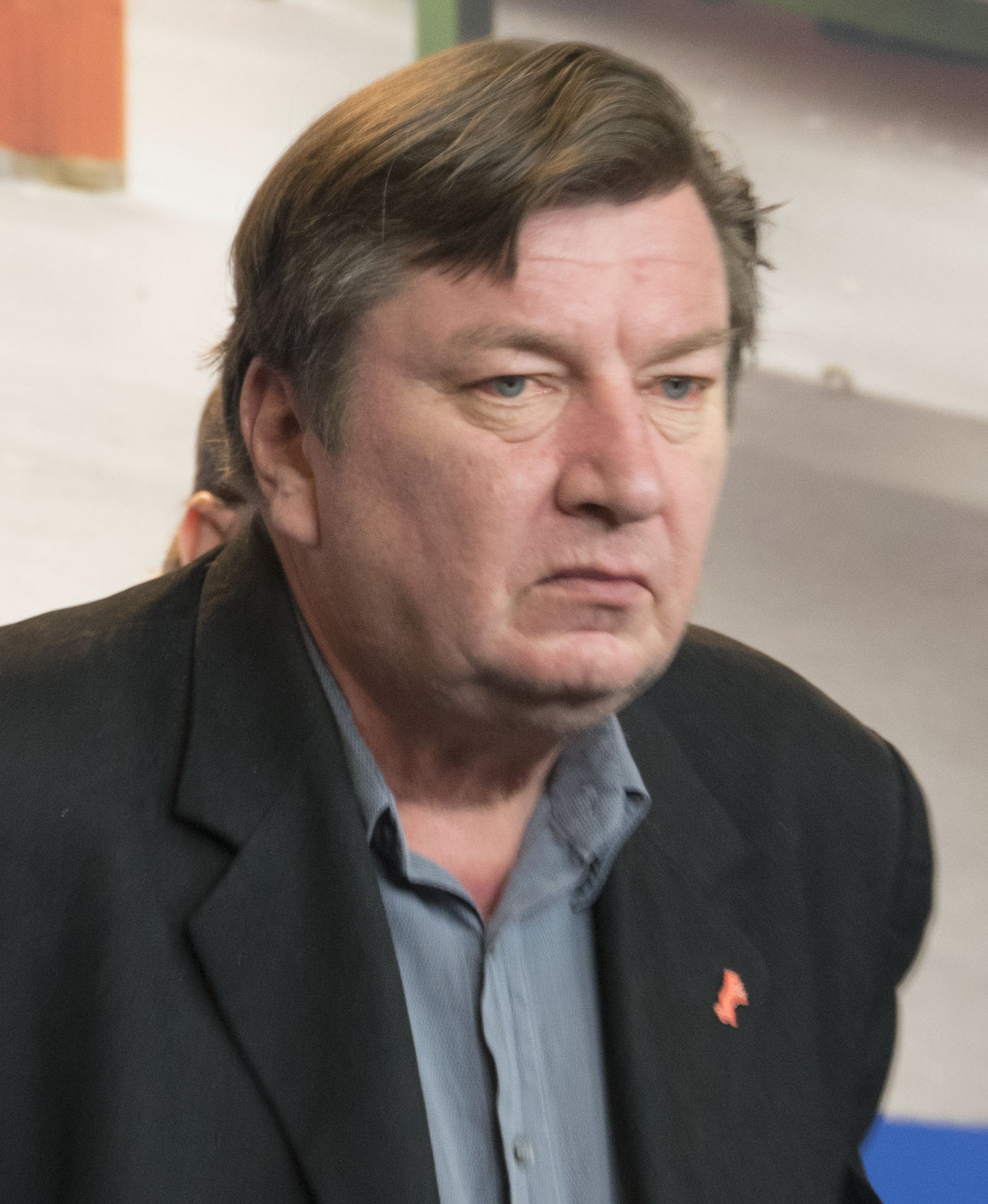
Aki Kaurismäki, nagrodzony Srebrnym Niedźwiedziem dla najlepszego reżysera.

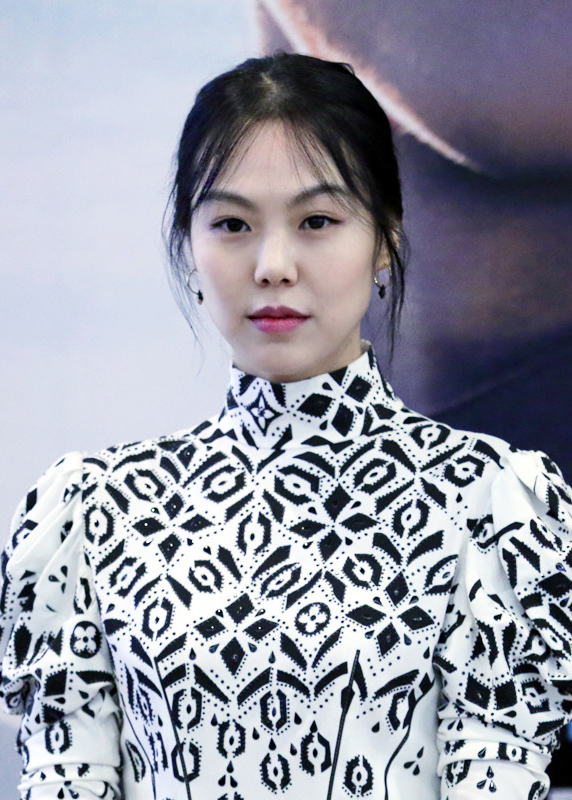
Kim Min-hee, zdobywczyni Srebrnego Niedźwiedzia dla najlepszej aktorki.

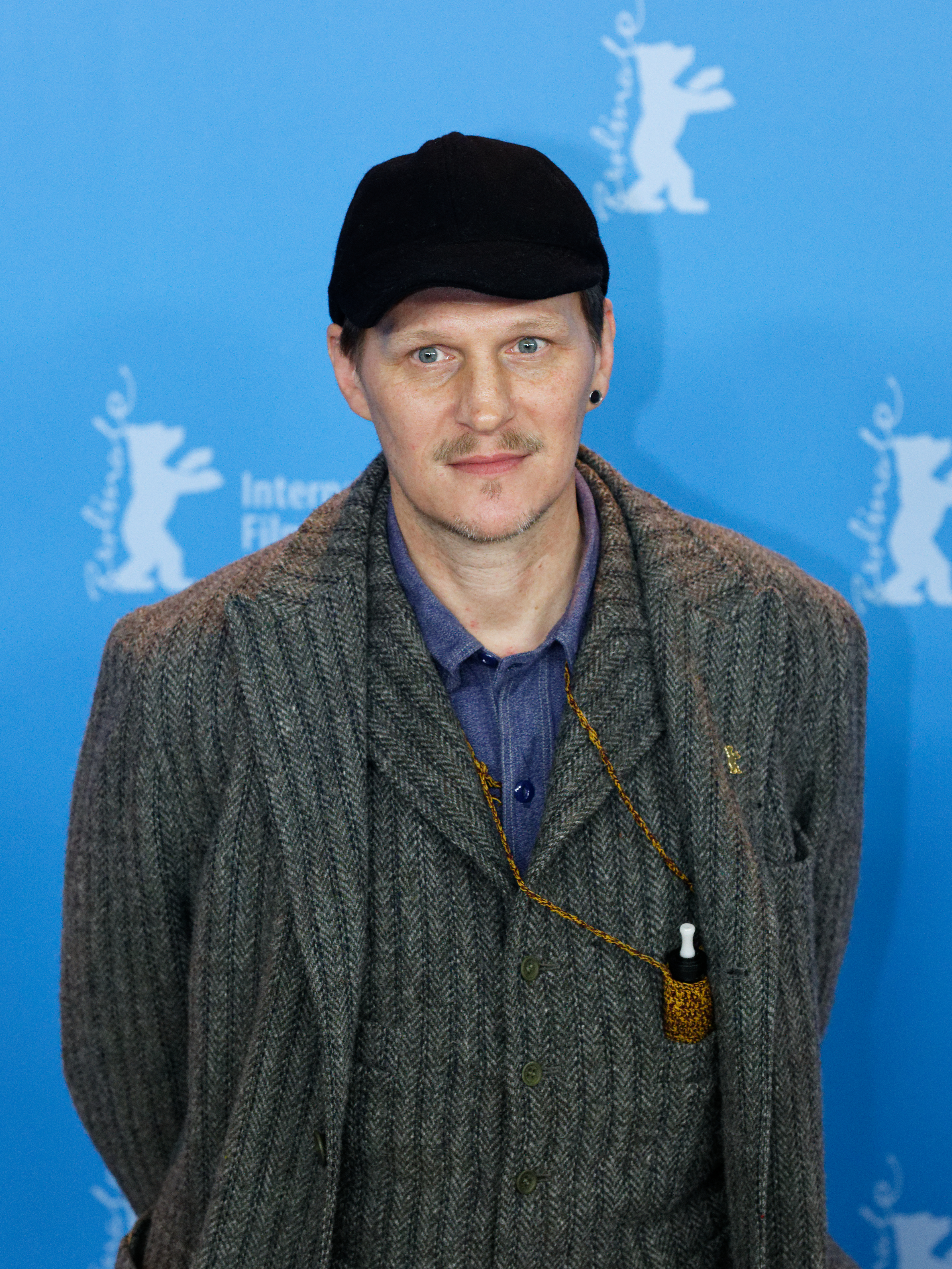
Georg Friedrich, laureat Srebrnego Niedźwiedzia dla najlepszego aktora.

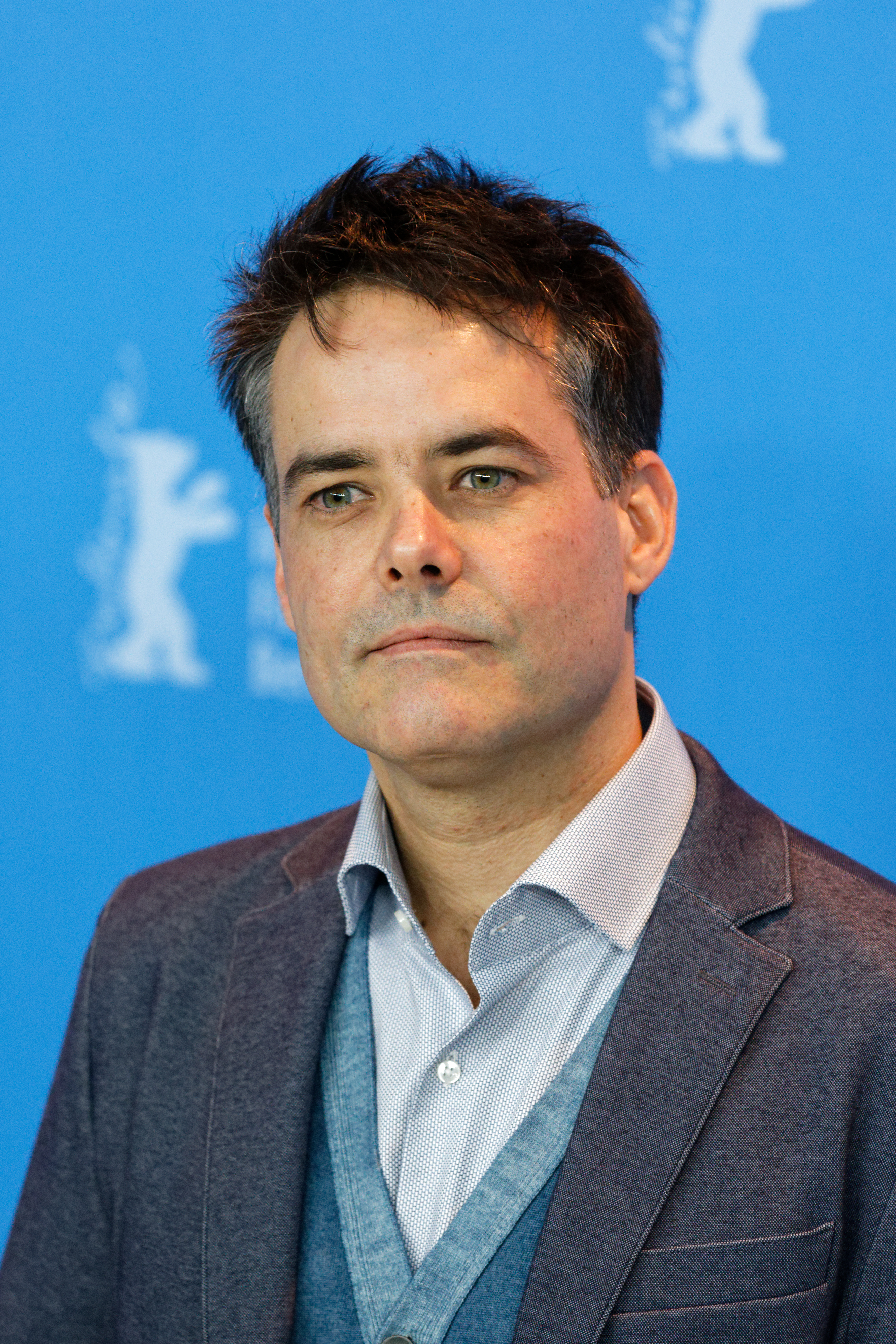
Sebastián Lelio, wyróżniony Srebrnym Niedźwiedziem za najlepszy scenariusz.

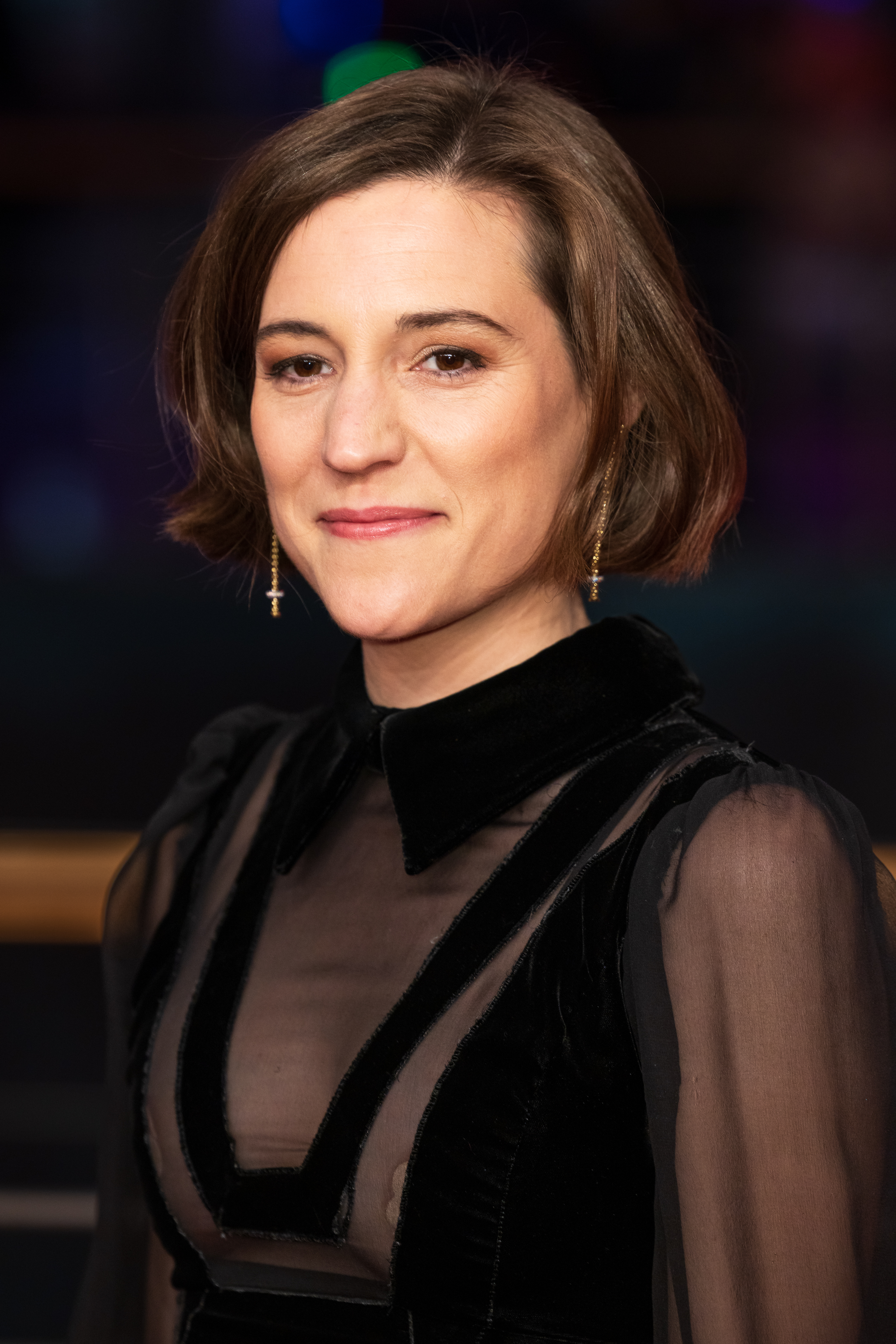
Wielokrotnie nagrodzona reżyserka Carla Simón.

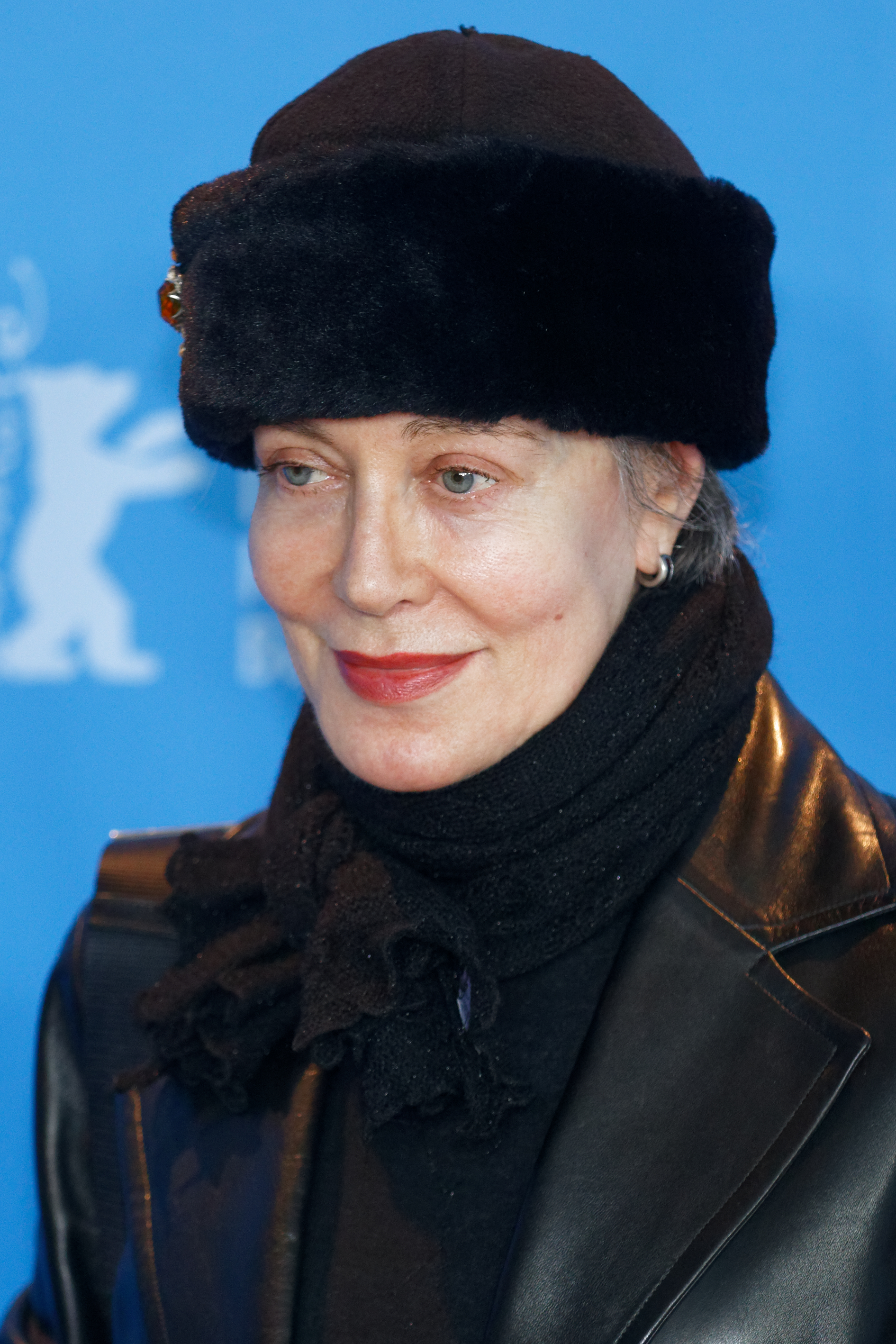
Milena Canonero, laureatka Honorowego Złotego Niedźwiedzia.

### Konkurs główny
Złoty Niedźwiedź
- Dusza i ciało, reż. Ildikó Enyedi

Srebrny Niedźwiedź – Nagroda Grand Prix Jury
- Félicité, reż. Alain Gomis

Nagroda im. Alfreda Bauera za innowacyjność
- Pokot, reż. Agnieszka Holland

Srebrny Niedźwiedź dla najlepszego reżysera
- Aki Kaurismäki − Po tamtej stronie

Srebrny Niedźwiedź dla najlepszej aktorki
- Kim Min-hee − Samotnie na plaży pod wieczór

Srebrny Niedźwiedź dla najlepszego aktora
- Georg Friedrich − Helle Nächte

Srebrny Niedźwiedź za najlepszy scenariusz
- Sebastián Lelio i Gonzalo Maza − Fantastyczna kobieta

Srebrny Niedźwiedź za wybitne osiągnięcie artystyczne
- Montaż: Dana Bunescu − Ana, mon amour

### Konkurs debiutów reżyserskich
Nagroda GWFF za najlepszy debiut reżyserski
- Lato 1993, reż. Carla Simón

### Konkurs filmów dokumentalnych
Nagroda Glashütte Original za najlepszy film dokumentalny
- Wspominając demony, reż. Raed Andoni

### Konkurs filmów krótkometrażowych
Złoty Niedźwiedź dla najlepszego filmu krótkometrażowego
- Cidade Pequena, reż. Diogo Costa Amarante

Srebrny Niedźwiedź – Nagroda Jury
- Ensueño en la Pradera, reż. Esteban Arrangoiz Julien

Wyróżnienie Specjalne
- Centaur, reż. Nicolás Suárez

Nagroda Audi dla filmu krótkometrażowego
- Ulica śmierci, reż. Karam Ghossein

Kandydat do Europejskiej Nagrody Filmowej dla najlepszego filmu krótkometrażowego
- Sztuczny humor, reż. Gabriel Abrantes

### Sekcja „Generation”
Nagroda główna jury w sekcji „Generation Kplus”
- Film fabularny:  Lato 1993, reż. Carla Simón /  Stając się, kim byłem, reż. Moon Chang-yong i Jin Jeon

Nagroda specjalna jury w sekcji „Generation Kplus”
- Film krótkometrażowy:  Dziadek, reż. Amar Kaushik
  - Wyróżnienie:  Sabaku, reż. Marlies van der Wel

Nagroda główna jury w sekcji „Generation 14plus”
- Film fabularny:  Szkoła numer 3, reż. Yelizaveta Smit i Georg Genoux
  - Wyróżnienie:  Ben Niao, reż. Huang Ji i Ryûji Otsuka

Nagroda specjalna jury w sekcji „Generation 14plus”
- Film krótkometrażowy:  The Jungle Knows You Better Than You Do, reż. Juanita Onzaga
  - Wyróżnienie:  W błękit, reż. Antoneta Alamat Kusijanović

Kryształowy Niedźwiedź – Nagroda główna jury dziecięcego w sekcji „Generation Kplus”
- Film fabularny:  Mała przystań, reż. Iveta Grófová
  - Wyróżnienie:  Biegnij Amelio!, reż. Tobias Wiemann
- Film krótkometrażowy:  Obietnica, reż. Tian Xie
  - Wyróżnienie:  Dom jeża, reż. Eva Cvijanović

Kryształowy Niedźwiedź – Nagroda główna jury młodzieżowego w sekcji „Generation 14plus”
- Film fabularny:  Butterfly Kisses, reż. Rafał Kapeliński
  - Wyróżnienie:  Połowiczni rewolucjoniści sami kopią sobie grób, reż. Mathieu Denis i Simon Lavoie
- Film krótkometrażowy:  Wolfe, reż. Claire Randall
  - Wyróżnienie:  SNIP, reż. Terril Lee Calder

### Nagrody gremiów niezależnych
Nagroda Jury Ekumenicznego
- Konkurs główny:  Dusza i ciało, reż. Ildikó Enyedi
  - Wyróżnienie:  Fantastyczna kobieta, reż. Sebastián Lelio
- Sekcja „Panorama”:  Raj: śledztwo, reż. Merzak Allouache
  - Wyróżnienie:  Nie jestem twoim murzynem, reż. Raoul Peck
- Sekcja „Forum”:  Pani pułkownik, reż. Dieudo Hamadi
  - Wyróżnienie:  El mar la mar, reż. Joshua Bonnetta i J.P. Sniadecki

Nagroda FIPRESCI
- Konkurs główny:  Dusza i ciało, reż. Ildikó Enyedi
- Sekcja „Panorama”:  Pendular, reż. Júlia Murat
- Sekcja „Forum”:  Uczucie silniejsze niż miłość, reż. Mary Jirmanus Saba

Nagroda Stowarzyszenia Niemieckich Kin Studyjnych
- Party, reż. Sally Potter

Nagroda CICAE (Międzynarodowej Konfederacji Kin Studyjnych)
- Sekcja „Panorama”:  Centaur, reż. Aktan Arym Kubat
- Sekcja „Forum”:  Newton, reż. Amit Masurkar

Nagroda Label Europa Cinemas dla najlepszego filmu europejskiego
- W czterech ścianach życia, reż. Philippe Van Leeuw

Nagroda Teddy dla najlepszego filmu o tematyce LGBT
- Film fabularny:  Fantastyczna kobieta, reż. Sebastián Lelio
- Film dokumentalny:  Small Talk, reż. Huang Hui-chen
- Film krótkometrażowy:  Moja siostra, reż. Lia Hietala
- Nagroda Specjalna Jury:  Po nitce do kłębka, reż. Naoko Ogigami
- Nagroda Specjalna:  Monika Treut

Nagroda Caligariego za innowacyjność w sekcji „Forum”
- El mar la mar, reż. Joshua Bonnetta i J.P. Sniadecki

Nagroda Pokoju
- Pakt Adriany, reż. Lissette Orozco

Nagroda Amnesty International
- Wolność diabła, reż. Everardo González

Nagroda im. Heinera Carowa w sekcji „Panorama”
- Pięć gwiazdek, reż. Annekatrin Hendel

Nagroda Compass w sekcji „Perspective Deutsches Kino”
- Najlepszy ze światów, reż. Adrian Goiginger

### Nagrody publiczności i czytelników
Nagroda publiczności w sekcji „Panorama”
- Film fabularny:  W czterech ścianach życia, reż. Philippe Van Leeuw
- Film dokumentalny:  Nie jestem twoim murzynem, reż. Raoul Peck

Nagroda czytelników „Berliner Morgenpost”
- Dusza i ciało, reż. Ildikó Enyedi

Nagroda czytelników „Tagesspiegel”
- Pani pułkownik, reż. Dieudo Hamadi

Nagroda Harveya czytelników „Männer” dla filmu o tematyce LGBT
- Piękny kraj, reż. Francis Lee

### Nagrody honorowe i specjalne
Honorowy Złoty Niedźwiedź za całokształt twórczości
- Milena Canonero

Nagroda Berlinale Kamera za zasługi na rzecz festiwalu
- Samir Farid
- Geoffrey Rush
- Nansun Shi[12]